# Черненко, Дмитрий Степанович
 Дмитрий Степанович Черненко  (1824—1898) — русский архитектор, автор большого числа казённых, общественных и частных построек.

## Биография
Происходил из дворянской семьи. Учился в Харьковской гимназии. В 1840 году поступил в Петербургское строительное училище, которое окончил в 1845 году; его имя было занесено на мраморную доску. В том же году был назначен помощником архитектора в Новгородскую строительную и дорожную комиссию. В 1846 году он был переведён в Тобольскую комиссию и прослужил там около 30 лет.
В 1856 году «за особо ревностные труды и усердие» по окончании работ по постройке в Тобольске тюремного замка был награждён орденом Св. Станислава 3-й степени. В 1859 году награждён орденом Св. Анны 3-й степени, в 1862 году — орденом Св. Станислава 2-й степени, в 1866 году — орденом Св. Анны 2-й степени, в 1866 году — орденом Св. Владимира 4-й степени, в 1870 году — орденом Св. Анны 2-й степени с императорской короной, в 1872 году — орденом Св. Владимира 3-й степени. Статский советник.
Известно, что им были составлены два проекта церкви во имя преподобного Петра Столпника в селе Ершово
Имеется информация, что вследствие близости к высшей администрации по родственным связям выхлопотал Ф. М. Достоевскому «перевод его в другую, лучшую, камеру под предлогом перестройки прежней».
В 1876 году Д. С. Черненко вышел в отставку с полной пенсией, переехал в Харьков, где состоял архитектором при Первом Страховом Обществе. По его проекту в Харькове был построен, на средства купца В. И. Пащенко-Тряпкина, пассаж на Соборном спуске.
Скончался 9 (21) февраля 1898 года в Харькове.